# مساحات مفتوحة عامة

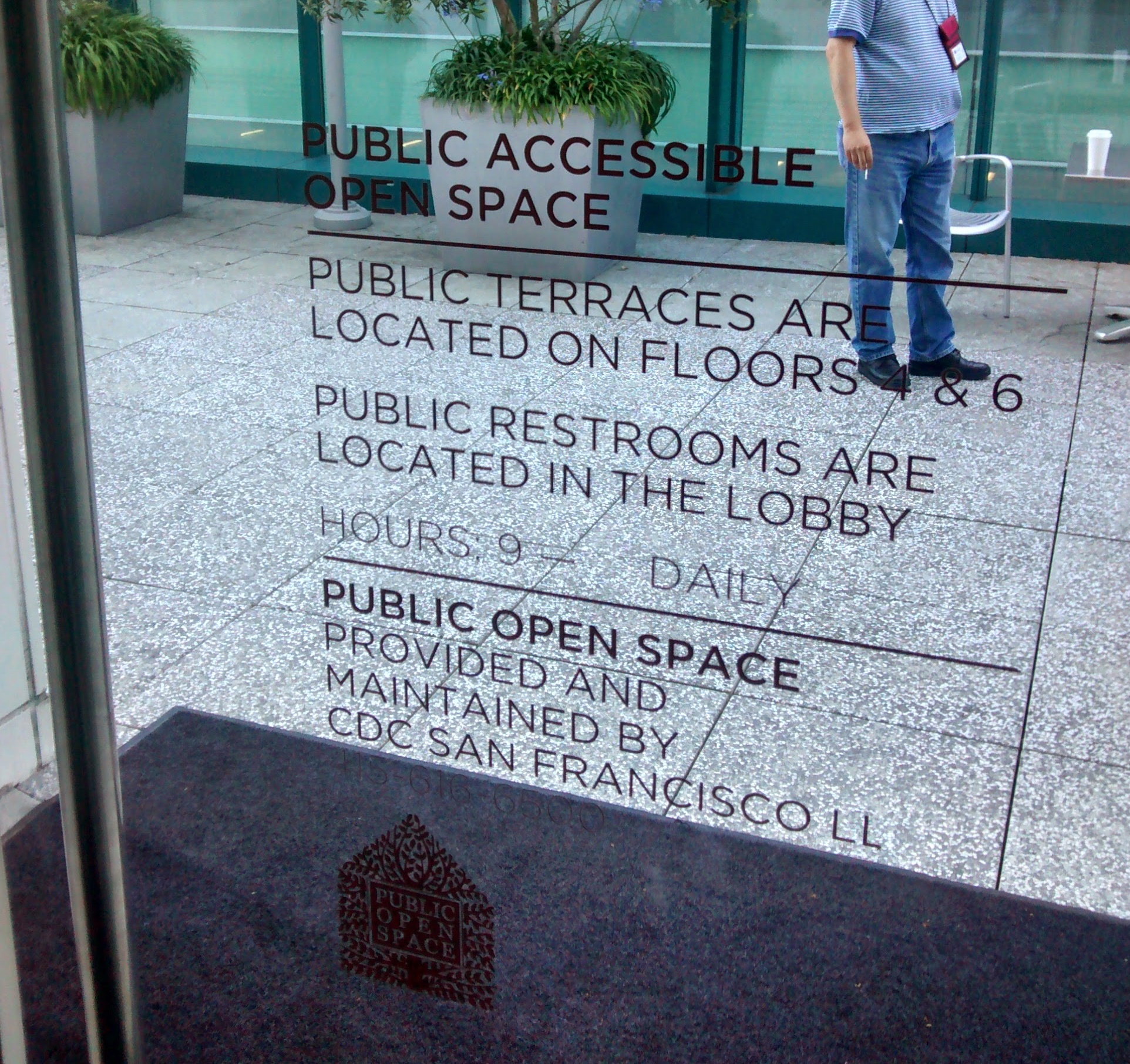
مساحة مفتوحة عامة في سان فرانسيسكو

تُعرَّف المساحة المفتوحة العامة بأنها: قطعة أرض مفتوحة سواء كانت مساحة خضراء أو مساحة صلبة يمكن للجمهور الوصول إليها.
غالبًا ما يشار إلى المساحة العامة المفتوحة من قبل المخططين الحضريين ومهندسي المناظر الطبيعية بالاسم المختصر "POS". التفسيرات المختلفة للمصطلح ممكنة.
يمكن أن تعني كلمة «العامة» ما يلي:
- مملوكة من قبل هيئة حكومية وطنية أو محلية.
- مملوكة من قبل هيئة «عامة» (على سبيل المثال، منظمة غير ربحية) ويتم الاحتفاظ بها كأمانة عامة للجمهور.
- مملوكة من قبل فرد خاص أو منظمة ولكنها متاحة للاستخدام العام أو متاحة للجمهور، انظر المساحة العامة المملوكة للقطاع الخاص (POPS).

يمكن أن تعني «مفتوحة» ما يلي:
- مفتوح للوصول العام.
- مفتوح للترفيه العام.
- في الهواء الطلق، أي لا مساحة داخل مبنى.
- نباتي.

اعتمادًا على أي من هذه التعريفات التي تم اعتمادها، يمكن تسمية أي مما يلي بالمساحة العامة المفتوحة:
- حديقة عامة.
- ساحة البلدة.
- طريق أخضر مفتوح للجمهور ولكن يمر عبر الأراضي الزراعية أو الغابات.
- الطريق السريع العام.
- طريق خاص مع وصول الجمهور.

## روابط خارجية
- Project for Public Space – information on creating and sustaining public places
- CABEspace – a government agency for good public park design in England
- Urban Land Institute – information on the use of land to enhance the environment.